# Jeong Sun-ok
Jeong Sun-ok (kor. 정 순옥, ur. 16 lutego 1955) – południowokoreańska siatkarka, medalistka igrzysk olimpijskich, mistrzostw świata i igrzysk azjatyckich.

## Życiorys
Jeong w czasie gry w reprezentacji Korei Południowej w 1974 zdobyła dwa medale – srebrny podczas igrzysk azjatyckich w Teheranie i brązowy na mistrzostwach świata w Meksyku. Wystąpiła na igrzyskach olimpijskich 1976 w Montrealu. Zagrała we wszystkich trzech meczach fazy grupowej, meczu półfinałowym oraz w wygranym pojedynku o trzecie miejsce z Węgierkami.